# Tyró
V řecké mytologii Tyró (Τυρώ) byla dcerou Salmónea, vzala si Kréthea, ale milovala Enipea. Porodila Peliáa a Nélea, Poseidónovy syny. S Krétheem měla Aisóna, Persea, a Amythaona.
Její otec Salmoneus byl bratr Athamánta a Sisyfa. Tyró byla vdaná za Kréthea (s ním měla tři syny – Aisóna, Amythaona a Perenta), ale milovala říčního boha Enipeuse. Pronásledovala ho, ale on její lásku odmítal. Jednou se Poseidón přestrojil za Enipea a z jejich lásky se narodila dvojčata Peliás a Neleus. Tyró pohodila své syny v horách, kde je zachránil pastevec a vychoval je jako vlastní.
Když dosáhli dospělosti, vyhledali Peliás a Neleus svou matku Tyró a zabili její macechu Sidero za to, že týrala jejich matku. Salmoneus se oženil se Sidero poté, co Alkidike – jeho žena a matka Tyró – zemřela. Sidero se ukryla v chrámu bohyně Héry, ale Peliás ji stejně zabil, za což ho bohyně Héra nenáviděla, a proto chránila Iásóna a Argonauty v jejich dlouhé cestě za Zlatým rounem. Peliáův nevlastní bratr Aisón byl Iásónovým otcem. Brzy poté si Sisyfos vzal Tyró a měl s ní dvě děti. Jejich děti měl zabít Salmoneus, takže Tyró je zabila sama, aby zachránila svého otce.